# تورو إيوازاوا
تورو إيوازاوا (باليابانية: 岩澤 徹) (18 يونيو 1985 في سيتاغايا في اليابان – )؛ هو لاعب كرة قدم سابق كان يلعب كمهاجم.

## وصلات خارجية
- تورو إيوازاوا على موقع رابطة كرة القدم اليابانية للمحترفين (اليابانية)